# Lobophytum cristatum
Lobophytum cristatum is een zachte koraalsoort uit de familie Alcyoniidae. De koraalsoort komt uit het geslacht Lobophytum. Lobophytum cristatum werd in 1970 voor het eerst wetenschappelijk beschreven door Tixier-Durivault. 